# Suzanne Jannin
Suzanne Henriette Jannin,, née le 28 juillet 1912 à Belleville-sur-Meuse et décédée le 10 juillet 1982 à Lille, est une résistante française, docteur en chirurgie dentaire. Elle a pris part aux opérations d'Indochine en qualité de pilote dans une unité combattante.

## Biographie

### Études
Après ses études secondaires, elle entame des études en chirurgie dentaire à l'académie de Nancy. Diplômée en chirurgie dentaire le 17 juin 1939, elle installe son cabinet dentaire à Verdun, 36, rue de Rouyer, en 1940.

### Brevet de pilote civile

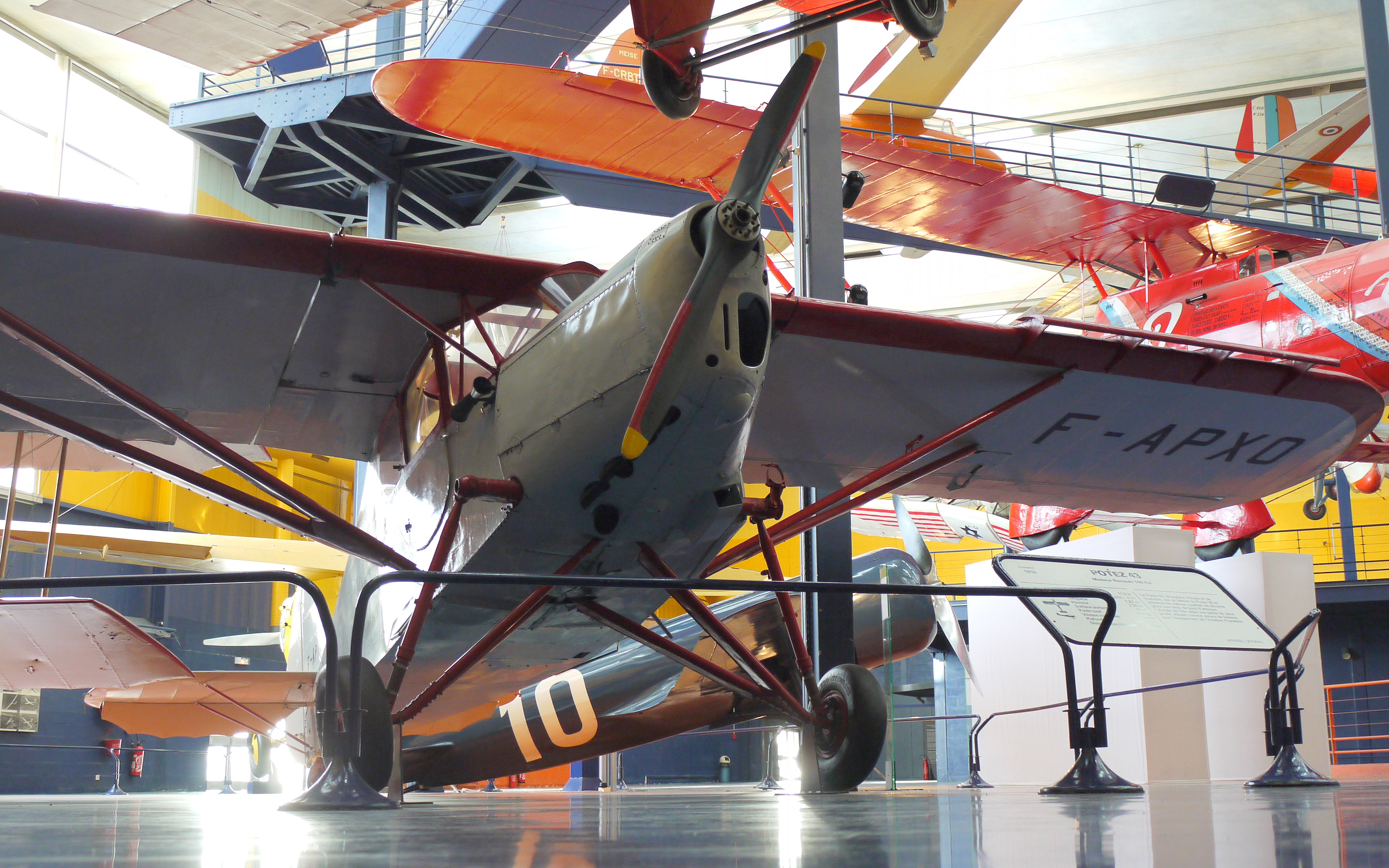
Potez 43.

En mai 1939, elle se rend à l'école de pilotage de Nancy-Tomblaine et demande des leçons de pilotage à crédit. Le moniteur Lemaitre donne son accord pour sa formation de pilote sur Potez 43. Cette même année, elle obtient son brevet de pilote et décide de devenir aviatrice mais la guerre arrête ses projets.
Le 12 juin 1940, l'évacuation générale est ordonnée. Suzanne et sa mère sont séparées de Mr Jannin. Quelques semaines plus tard, elle ramène sa mère à Verdun, retrouve son père, mais le frère a été fait prisonnier sur la ligne Maginot.
Elle rouvre son cabinet dentaire qui devient un des centres de la résistance de Verdun.

### Participation à la résistance
Le 16 juin 1942, le décès de son père l'incite à reprendre la direction du commerce de charbon appartenant à ses parents, tout en exerçant ses fonctions de chirurgien-dentiste. Cela lui permet d'exploiter une coupe de bois près du tunnel de Tavannes où elle place des ouvriers qui sont des réfractaires du travail obligatoire en Allemagne, des évadés, des agents de liaison.

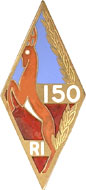
Insigne du Régiment d’infanterie.

Dès 1943, elle appartient aux Forces françaises de l'intérieur de la région C du département de la Meuse avec le grade fictif de lieutenant sous le pseudo de « Michèle », sous les ordres du colonel Grandval dit Planète (région C). Au printemps 1944, elle apporte sa collaboration au maquis de l'Argonne, deviendra le docteur Jourdan, et sera la collaboratrice du docteur Raymond François. Elle est également un agent de liaison entre l'état major régional de la résistance et les chefs des maquis meusiens. Elle se charge d'héberger, nourrir et habiller les parachutistes anglais et américains, les convoyant ensuite depuis Verdun jusqu'à la frontière suisse. Parallèlement, profitant des allées et venues de son cabinet elle transmet des renseignements, transporte des documents, des armes et des munitions au maquis, fabrique des tampons officiels du Reich (technique des empreintes dentaires). La veille de la libération, une voisine, informe Michèle de la découverte du creuset de la résistance par les Allemands. Suzanne Jannin prend son sac, sa trousse et fuit.
Elle devient marraine du 150e régiment d'infanterie en octobre 1944.
Le 24 décembre, un garde forestier découvre seize résistants enterrés dans une fosse commune à Tavannes. Le maire fait transporter les corps à l’hôtel des sociétés où Suzanne doit les reconnaitre avec l'aide du docteur Raymond François.
Nommée lieutenant le 1er septembre 1944, elle est affectée dans les auxiliaires féminines de l'Armée de terre (AFAT) le 1er janvier 1945. Elle prend la direction des auxiliaires féminines de l'Armée de terre. Elle obtient du 150e R.I un 4x4 pour l’Allemagne où elle réussit à obtenir neuf véhicules lui permettant de rapatrier des prisonniers français dont son frère. Du 6 mai au 15 août 1945, Suzanne Jannin ramènera 650 prisonniers et 38 véhicules. Elle ira ainsi du Tyrol à Innsbruck, Salzbourg et jusqu'à Linz, à la frontière russe.

### Pilote militaire

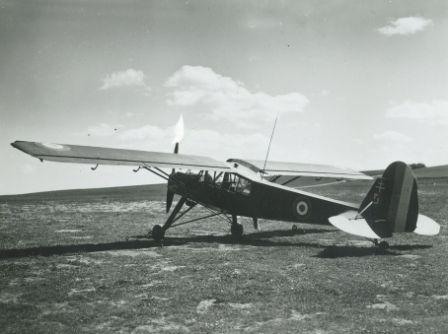
Storch / Morane Criquet.

En 1948, elle devient présidente de l'aéroclub Robert Thierry à Verdun. La même année elle passe son brevet militaire de pilote de planeurs légers type « C ».
Elle vend son cabinet et s'installe à Paris, boulevard de Magenta, afin de pouvoir s'adonner pleinement à ses activités aériennes. Elle effectue des stages à l'école de Saint-Yan puis à l'école de Challes-les-Eaux, alors aérodrome de Chambéry.
En 1950, la guerre d'Indochine fait rage, Suzanne Jannin dépose une demande d'engagement, mais il n'est pas prévu de branche féminine dans la spécialité de pilote d'avion.
En 1951, elle accepte le poste de chirurgien-dentiste dans le CAFAEO (corps des auxiliaires féminines d'administration en Extrême-Orient) avec le grade de capitaine. 
Rapatriée à titre administratif le 9 novembre 1952 et sur les conseils du général Chassin, elle rentre en France pour souscrire le 11 mars devant le commissaire des Bases 752 à Paris, un engagement de deux ans à titre résiliable pour servir dans le personnel féminin de l'armée de l'air Incorporée au B.A 1/104 le 11 mars 1953. (référence no 1902/SPAA/2FF du 18 février 1953) Affectée BTA 250 Paris le Bourget en instance de départ TOE (théâtre opération extérieur). 
Le 6 avril 1953, acceptant d'être rétrogradée au rang de caporal-chef, elle obtient son détachement à l'ELA 52 à Thann-Son-Nhut (en) où elle pilote désormais un Storch-Morane 500 Criquet. Elle possède, à son actif 380 heures de vol en tant que pilote et 290 sorties dont 86 missions de guerre durant le conflit indochinois.

### Fin de carrière et mort
Rentrée en France en 1954, elle est affectée au ministère de l'Air comme chirurgien-dentiste, d'où elle est détachée au centre de Saclay puis à la Société nationale de construction aéronautique du Centre (SNCAC) à Châtillon. Elle quitte l'armée de l'air en 1957 et reprend son travail de chirurgien-dentiste, boulevard de Magenta à Paris. 
Elle est décédée le 10 juillet 1982 à Lille.

## Déclarations
Lors d'un entretien accordé dans une publication militaire, Suzanne Janin déclare en 1980 :
« les hommes étaient très observateurs, ils se demandaient ce que je venais faire. Vous venez pour vous faire de la pub, de la politique, pour être utile, pour voler ? Par la suite ils m’ont dit : on a compris que vous venez par dévouement et par amour de l’aviation. Alors ils m’ont appelée Miss, et me disaient excusez-nous, on pense toujours que vous êtes un garçon ! »

## Hommages et distinctions
Suzanne Jannin a reçu de nombreux remerciements des représentants des forces allées et notamment les félicitations du colonel commandant la XXe région et de François Schleiter, sénateur, pour avoir ramené des prisonniers en 1945.
Elle est récipiendaire des décorations suivantes :
- Chevalier de la Légion d'honneur le 21 novembre 1955[4] ;
- Officier de l'ordre national du Mérite par décret du 10 décembre 1974 ;
- Croix de guerre 1939–1945 avec citation le 31 janvier 1945 ;
- Croix de guerre des Théâtres d'opérations extérieurs, palme de bronze ;
- Médaille de la Résistance française par décret du 23 octobre 1945[14] ;
- Croix du combattant volontaire de la Résistance
- Croix du combattant
- Médaille de l'Aéronautique le 15 juillet 1955[15] ;
- Médaille du service de santé des armées ;
- Médaille coloniale le 25 janvier 1954 ;
- Médaille commémorative française de la guerre 1939–1945 avec agrafes ;
- Médaille commémorative de la campagne d'Indochine ;
- Grande médaille de l'aéroclub de France.